# Kaiser-Wilhelm-Gesellschaft
Het Kaiser-Wilhelm-Gesellschaft (KWG) was een wetenschappelijk onderzoeksinstituut in het Duitse Keizerrijk en de voorloper van het huidige Max-Planck-Gesellschaft in Duitsland.

## Geschiedenis

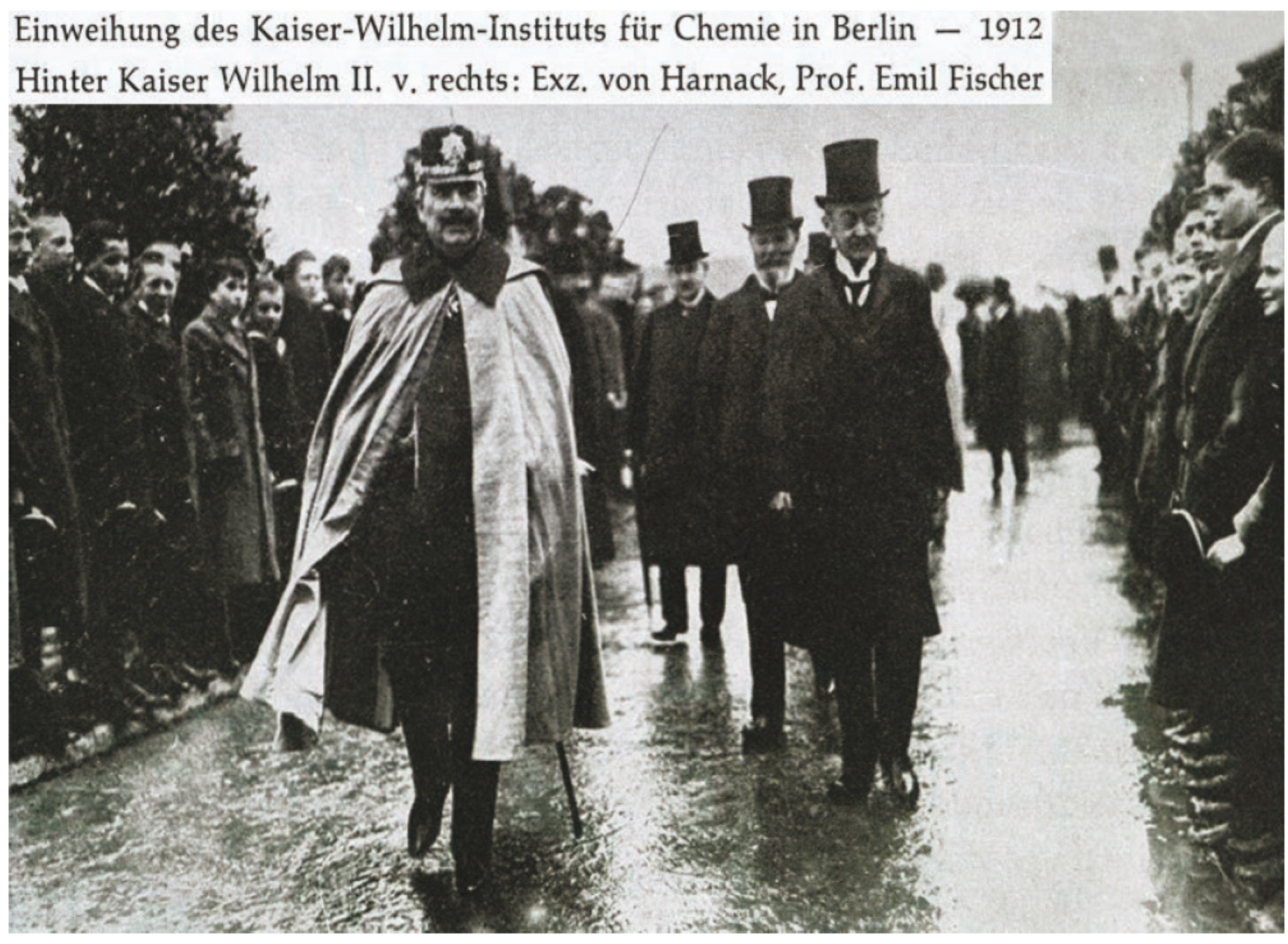
Keizer Wilhelm II opent het Kaiser-Wilhelm-Institut für Chemie in Berlijn (1912)

Het instituut werd in 1911 opgericht door keizer Wilhelm II. Het was een overkoepelende organisatie die een breed spectrum van voornamelijk fundamenteel wetenschappelijk onderzoek in de natuurwetenschappen en techniek onder haar hoede had: van wiskunde, natuurkunde, scheikunde tot technische ingenieursstudies. Het Instituut volgde een bijzonder beginsel om hoogwaardig onderzoek uit te laten voeren, het zogenaamde Harnack-Principe, bedacht door de grondlegger en eerste president van het instituut, Adolf von Harnack. Men zocht over de hele wereld naar uitmuntende denkers, nodigde deze mensen uit om voor het Instituut te komen werken en zette dan rondom deze persoon een onderzoeksinstituut op. De onderzoeker kreeg grote vrijheid bij de keus van mensen om het onderzoek te ondersteunen en de uitrusting nodig om onderzoek te doen. In tegenstelling tot de reguliere Duitse universiteiten hoefden de eraan verbonden wetenschappers geen les te geven aan studenten maar konden al hun tijd aan vrij onderzoek naar keuze besteden. Over heel Duitsland verspreid had het instituut onderzoeks-faciliteiten, terwijl het hoofdkwartier in Berlijn was gevestigd.
Beroemde geleerden als Walther Bothe, Peter Debye, Albert Einstein, Fritz Haber, en Otto Hahn werkten aan dit instituut of waren directeur van een van de vele afdelingen in het land. In tegenstelling tot de reguliere Duitse universiteiten hoefden de eraan verbonden wetenschappers geen les te geven aan studenten maar konden al hun tijd aan vrij onderzoek naar keuze besteden. Behalve Duitse geleerden werkten er ook veel buitenlandse geleerden en studenten die, meestal met een beurs van hun thuis universiteit, tijdens een korte of langere tijd aan een van de KWG instituten onderzoek konden doen. Gedurende de Eerste Wereldoorlog en ook tijdens het regime van de NSDAP (de politieke partij van de nazi's geleid door Adolf Hitler) in Duitsland werd het instituut gebruikt om wapenonderzoek en alles wat daarmee samenhangt te doen. In 1927 werd het Kaiser Wilhelm Instituut voor Antropologie, Menselijke Erfelijkheid en Eugenetica (KWI-A) in Berlijn-Dahlem opgericht, het bestond tot het einde van de oorlog in 1945. Het instituut verschafte de wetenschappelijke rechtvaardiging voor het nationaalsocialistische rassenbeleid en was betrokken bij tal van nazi-staatsmisdaden.
Na de Tweede Wereldoorlog wilden de geallieerden, vooral de Amerikanen, het KWG helemaal opheffen wegens de associatie met de nazi's. Maar de Britten wilden niet zo rigoureus zijn en stelden voor het instituut zelf wel te behouden maar de naam te veranderen. Aldus werd de naam veranderd in Max-Planck-Gesellschaft, ter ere van Max Planck, die van 1945-1946 de laatste algemene president was. Het Max-Planck-Gesellschaft heeft de taken en doelstellingen van het voormalige Kaiser-Wilhelm-Gesellschaft overgenomen, evenals de gebouwen en afdelingen, en is nog steeds een van de meest vooraanstaande wetenschappelijke instituten en onderzoekslaboratoria in de wereld. De Kaiser-Wilhelm-Gesellschaft als rechtspersoon werd uiteindelijk officieel opgeheven op 21 juni 1960.

## Presidenten
- Adolf von Harnack (1911-1930)
- Max Planck (1930-1937)
- Carl Bosch (1937-1940)
- Albert Vögler (1941-1945)
- Max Planck (16 mei 1945 - 31 mei 1946)
- Otto Hahn (1 april 1946 - 10 september 1946 (alleen in de Britse bezettingszone))